# 베어스턴스
베어스턴스(The Bear Stearns Companies, Inc.)는 월가의 5대 투자은행 중 하나로 튼튼한 재무구조를 자랑한 우량 은행이었다. 하지만 서브프라임 모기지 사태 신용위기로 인해 유동성 악화로 자금난을 겪게 되고, 기어코 시장의 신용을 잃어 파산위기에 이르자 3월 16일 미국의 첫 번째 부호인 JP 모건체이스가 은행재벌과 사업가와 함께 부실 채권을 헐값으로 인수했다.

## 개요
베어스턴스(Bear Stearns)는 Bear 와 Stearns 사의 모회사로 국제적인 투자은행 중의 하나이고, 미국 제2위의 증권사이며, 세계적인 위탁 중개 업체이다. 주 사업 영역은, 06년 연결 수익 기준으로, 수익 공헌도에 의하면, 자본 시장(주식, 채권, 투자 은행: 80% 이하)과 자산 관리(10% 이하)와 국제적인 청산 사업(12%)이다.
회사는 1923년에 주식 거래 회사로서 Joseph Bear, Robert Stearns, Harold Mayer에 의하여 설립되었다. 1985년 기업 공개를 하였다. 회사, 단체, 정부와 개인이 고객이다. 사업 내용은 기업의 재정, 인수 합병, 단체의 주식과 채권 판매, 매매와 연구, 개인고객업무, 파생, 외환 거래와 선물 판매와 매매, 자산관리와 보관업무 등이다. 자회사인 베어스턴스 증권사를 통하여 국제적인 중개 매매자, 초우량 중개 고객(=헤지펀드)들과 증권 대차거래를 포함한 전문적인 매매자들을 위한 국제적인 청산 업무를 제공한다. 회사는 또한 "Early Look at the Market - Bear Stearns Morning View"라는, 널리 읽혀지는 시장 정보지들 중의 하나로 알려져 있다.
본사는 뉴욕 맨하탄의 메디슨가의 동쪽 46번가와 47번가 사이에 위치한 47층 건물이다. 08년 기준 본사 빌딩의 부동산 가치는 최소 12억$로 추산. 회사는 전 세계적으로 (06년 기준) 1만5000명 이상의 인력을 고용하고 있었다. 회사는 Atlanta, Boston, Chicago, Dallas, Denver, Houston, Los Angeles, Irvine, San Francisco, San Juan, Whippany, New Jersey 와 St. Louis에 지사를 두고 있으며, 국제적으로는 런던, 북경, 더블린, 홍콩, 루가노, 밀라노, 상파울루, 상하이, 싱가폴과 동경에 지사를 두고 있다.
05년과 07년, 회사는 Fortune의 "America's Most Admired Companies" 조사에서 가장 존경받는 증권사로 인식되었고, 연간 조사에서는 직원 능력, 관리의 품질, 사업의 혁신에 있어 최상위 등급을 받았다. 지난 3년간 2번 받았던 이 등급의 의미는, 회사가 이루어 왔던 탁월한 성과를 의미하였다.
그러나 과도하게 투자한 서브-프라임 모기지 채권의 부실화 사태로 인하여 회사는 부도를 맞이하여 JP Morgan Chase 은행에 피인수되었는데, 그렇게 되기까지의 과정을 정리해 보면 아래와 같다.

## 부도까지의 요약
- 07년 6월 14일: 서브-프라임 모기지 시장이 경색되기 시작하면서 회사의 2분기 순익이 전년동기대비 33% 줄었다고 발표. 샘 모리나로 CFO는 "악화된 모기지 시장이 회복하기 전까지 회사는 계속 충격을 받을 것으로 보인다"고 말함.
- 07년 6월 18일: 메릴린치는 회사의 헤지펀드가 대량으로 투자한 서브-프라임 대출에 대한 담보부 증권을 매각하겠다고 발표. 8억5천만$을 매각하려고 했으나 1억$만 매각할 수 있었음.
- 07년 6월 22일: 자사의 높은 등급 구조 신용 펀드(High-Grade Structured Credit Fund)에 32억$의 구제 금융을 지원(후일 16억$로 축소됨), 외부에는 신용 문제가 상대적으로 크지 않다고 확인함.
- 07년 6월 29일: 2개의 헤지펀드의 유동성 문제에 대한 책임을 지고 회사 자산 관리 주요 관리자 리처드 마틴이 잘리고, (경쟁 투자은행) 리먼 브러더스의 전 부사장이었던 제프리 레인으로 교체됨.
- 07년 7월 16일: 2개의 서브-프라임 헤지펀드가 서브-프라임 모기지 시장의 급속한 상각으로 거의 가치가 없어져버렸다는 사실이 들통나버림.
- 07년 8월 1일: 2곳의 헤지펀드가 파산 보호를 신고했고 3번째 펀드에 대해서 자산 동결을발표함. 투자자들은 회사와 관리자들에 대하여 처음으로 법적 소송을 제기함.
- 07년 8월 5일: 공동 대표이자 공동 COO인 워렌 스펙터가 사임하고 앨런 슈워츠가 단독 대표가 되고 CFO 샘 모리나로가 공동 COO를 맡음.
- 07년 8월 6일: 투자자들에게 보낸 서한에서 회사는 재정적으로 견조하다고 안심시킴. 서한에 따르면 "회사는 이전에도 시장의 도전을 경험했고 고객과 회사를 잘 이끌 전문가들이 있다"고 말함.
- 07년 9월 21일: 3분기 실적발표. 전년동기대비 순이익이 61% 감소했고 5월~8월 사이에 자산 가치는 420억$이 감소.
- 07년 11월 15일: 사무엘 모리나로 CFO가 12억$ 이상의 모기지 증권을 상각하였고 83년 역사상 처음으로 분기 손실을 기록하였다고 발표함. 인력 2% 감원함. S&P는 회사의 신용등급을 AA에서 A로 낮춤
- 07년 11월 28일: 인력 4% 추가 감원
- 07년 12월 20일: 모기지 증권 19억$을 추가 상각했고, 제임스 케인 CEO는 보너스를 받지 못함.
- 08년 1월 7일: 제임스 케인 CEO 사임.
- 08년 3월 10일: 시장에 회사가 충분한 자금을 갖고 있지 않다는 루머가 퍼짐. 회사는 "유동성 위기 루머는 결코 사실이 아니다"라며 해명
- 08년 3월 12일: 앨런 슈워츠 CEO는 CNBC에 출연해 투자자들에게 "회사의 유동성은 충분하며 1분기에 이익을 낼 수 있을 것임을 확신한다."고 말함.
- 08년 3월 14일: 미 연방준비제도이사회(FRB)와 JP Morgan은 회사에 대한 구제 금융에 합의. 회사는 은행들의 환매 요청이 급증함에 따라 긴급 자금 조달을 하게 됐다고 설명. 이 날 회사의 주가는 47% 폭락 하였다.
- 08년 3월 16일: FRB가 JP Morgan의 회사 인수를 승인함. 인수 가격은 주당 2$(참고로, 07년 3월 16일의 회사 주가는 주당 145.48$였음)로, JP Morgan 0.05473주가 회사 주식 1주와 교환된다. 이로 추산되는 회사의 몸값은 약 2억3000만$(참고로, 맨하탄의 본사 건물의 부동산 가치는 최소 12억$로 추정).

## 같이 보기
- 리먼 브라더스의 파산